# Stefán Ólafsson

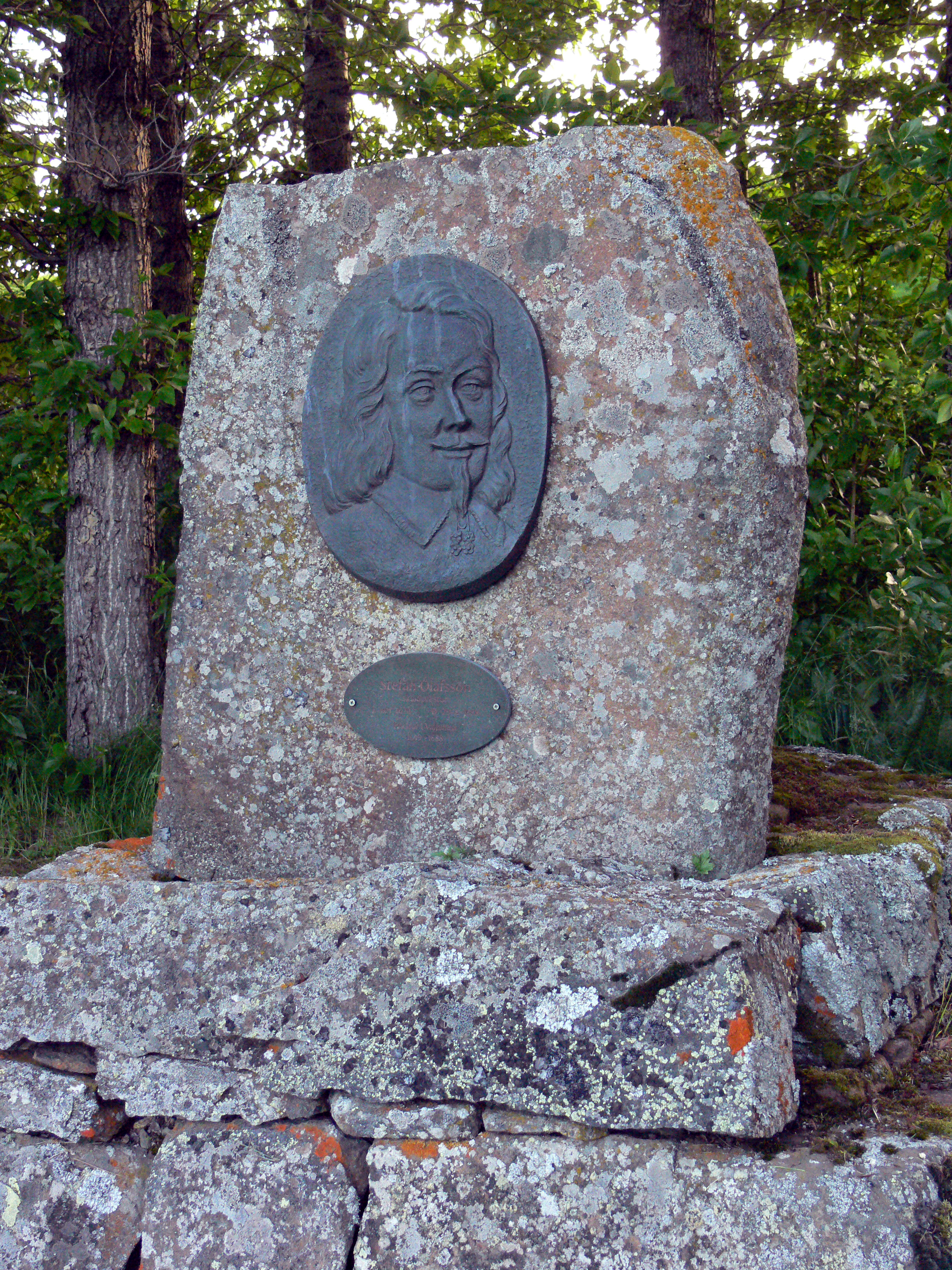
Minnessten över Stefán Ólafsson på kyrkogården i Vallanes.

Stefán Ólafsson, född 1620 i Hróarstunga, död 29 augusti 1688, var en isländsk skald. 
Stefán Ólafsson studerade vid Köpenhamns universitet och översatte till latin "Valans spådom" och "Den Höges sång" samt en stor del av Snorres Edda, vilka översättningar utgavs av Peder Hansen Resen 1665. Till isländskan överflyttade Stefán Thomas Kingos morgon- och aftonpsalmer 1686 samt ett par dikter av Horatius och tretton av Aisopos fabler. 
Stefáns egna dikter, mestadels gladlynta och skämtsamma och med ämnen ur vardagslivet, utgavs 1823 samt i en bättre upplaga av Isländska litteratursällskapet 1885 och 1886 (två band med biografi) under titeln "Kvæði eptir Stefán Ólafsson". År 1648 blev Stefán präst och 1649 prost i Vallanes på Austurland. Han är stamfader för den ansedda Stephensenska släkten.